# Полетика Тамара Володимирівна
Тамара Володимирівна Полетика (нар. 19 березня 1922, Москва, Росія — 22 серпня 2011, Москва, Росія) — радянська і російська художниця, художник-мультиплікатор, художник-постановник.

## Біографія
Походить з дворянського роду. Малюванням захоплювалася зі шкільних часів, займалася в драмгуртку. У 1942—1944 роках навчалася в Московському міському педагогічному інституті на дошкільному відділенні, працювала в бібліотеці. У 1944 році залишила інститут і поступила на курси мультиплікаторів при кіностудії «Союзмультфільм», які закінчила в 1946 році. В цьому ж році вийшла заміж за відомого художника-мультиплікатора Льва Мільчина, з яким разом працювала на студії. За його порадою поступила і закінчила в 1951 році Московський інститут прикладного та декоративного мистецтва. Близько року стажувалася в Великому театрі. Потім шість років працювала в Хорезмській археологічно-етнографічній експедиції АН СРСР, об'їхавши майже всю Середню Азію і написавши безліч картин. У 1964 році повернулася в «Союзмультфільм», де працювала художником-постановником художньо-виробничого відділення лялькових фільмів до 1976 року. Працювала разом з режисерами Анатолієм Карановичем і Іваном Уфімцевим.
Пішовши на пенсію, займалася живописом, оформляла книги, в тому числі для Товариства «Нусантара».

## Визнання
- 1-19 грудня 2001 року в Москві в Центральному будинку кіно проходила ювілейна виставка художниці[3]. На ній були представлені як роботи, зроблені в ході її етнографічних експедицій в Середню Азію, так і ескізи до лялькових фільмів.
- Образ Тамари Володимирівни відображений в ролі мами головної героїні фільму «Рукавичка»[4], про це розповідав Леонід Шварцман[5].

## Фільмографія[6]
- Художник-постановник:
  - 1965 «Сторінки календаря»
  - 1967 «Шість Іванів — шість капітанів»
  - 1967 "Пригоди барона Мюнхаузена "
  - 1968 «Комедіант»
  - 1969 «Бабусіна парасолька» (спільно зі Львом Мільчиним)
  - 1969 «Малюнок на піску»
  - 1970 «Мій друг Мартин»
  - 1971 «Лошарик»
  - 1971 «Генерал Топтигін»
  - 1973 «Годинник із зозулею»
  - 1973 «Про Петрушку»
  - 1975 «Наша няня»
  - 1976 «Петя і вовк»
  - 1979 «Чарівне озеро»
  - 1988 «Довірливий дракон» (1988)
- Художник-мультиплікатор:
  - 1946 «Орлине перо»
  - 1964 «Життя і страждання Івана Семенова»